# Akane Shinsha
Akane Shinsha (茜新社) é uma editora japonesa especializada em material adulto como mangás, livros, e revistas. A empresa foi fundada em outubro de 1976.
Em 2009, com 65 títulos, ficou em 2º lugar entre as editoras de ero-mangá no Japão, sendo superada apenas pela Core Magazine com 76 títulos e superando a TI Net (44), Kubo Shoten (42) e Kill Time Communication (41).
No painel da publicadora norte-americana MangaGamer no evento Otakon 2011, foi anunciado que a empresa está expandindo seus negócios para a distribuição digital de mangás eróticos da editora Akane Shinsha.

## Adaptações

### Anime
Alguns dos mangás criados pela empresa foram notáveis o suficiente para serem adaptados para OAVs de anime. Esses incluem:
- Vanilla Series:
  1. Seme Chichi (baseado no mangá de 2009) animação da YOUC, produzida pela Digital Works
    1. Episódio 1 lançado em 10 de setembro de 2010
    2. Episódio 2 lançado em 10 de dezembro de 2010

  2. Maid-Ane (baseado no mangá de 2010, dois OVAs em 2011 com 27 minutos cada) produzido e distribuído pela Digital Works
    1. Episódio 1 lançado em 19 de agosto de 2011
    2. Episódio 2 lançado em 16 de dezembro de 2011

  3. First Love (ファースト ラブ) de Akiomi Osuzu (baseado no mangá de abril de 2011, três OVAs em 2012 com 27 minutos cada) foi produzido pela Digital Works e distribuído pela MS Pictures
    1. First Love 香澄 lançado em 16 de março de 2012
    2. First Love 千夏 lançado em 15 de junho de 2012
    3. First Love 真琴 lançado em 19 de outubro de 2012
- Gogo no Kōchō (baseado no mangá Junai Mellow de outubro de 2011) lançado em 21 de setembro de 2012

### Mangás em Inglês
A empresa Digital Manga Inc. traduziu e publicou pelo menos 5 das obras criadas por Yamatogawa (originalmente publicadas na linha Tenma Comics) na América do Norte, incluindo:
1. Aqua Bless
2. Boing Boing
3. Taihen Yokudekimashita?
4. Power Play!
5. Witchcraft

## Artistas Populares
- Ryō Ramiya publicou pelo menos 5 trabalhos pela empresa:
  1. Nijiiro Daireikai (匂艶大霊界, junho de 1990,ISBN 4-7901-0002-2
  2. Cruceanu Alex (ミルキ-モ-ニング, agosto de 1993,ISBN 4-87182-072-6
  3. Pretty Afternoon (プリティアフタヌーン, outubro de 1993,ISBN 4-87182-083-1
  4. Misty Twilight (ミスティートワイライト, novembro de 1993,ISBN 4-87182-086-6
  5. Silky Midnight (シルキー ミッドナイト, dezembro de 1993,ISBN 4-87182-090-4
- Ayato Sasakura publicou pela Comic RIN[9] antes de seu trabalho ilustrando o mangá Shakugan no Shana de 2005 a 2011, incluindo:
  1. Shōjo-ryū kōfuku kakushu-ron (少女流幸福攫取論, 2004,ISBN 4-87182-678-3 ).

## Publicações Relevantes

### Revista Comic Tenma
Fundada em 1998 e Descontinuada em 2016, a revista tinha foco principalmente em mangás com elementos ou baseados em jogos Bishoujo.
Algumas das obras mais famosas publicadas na revista são:
1. Aqua Bless (アクアブレス) de Yamatogawa publicado em 24 de fevereiro de 2007
2. Bruxaria por Yamatogawa publicado em 14 de março de 2008
  - traduzido para inglês
3. Tsuki to Taiyō (月と太陽19 Moon and Sun ) por Syatikamaboko publicado em março de 2009
4. Tayu Tayu (たゆたゆ " Boing Boing ") por Yamatogawa publicado em 24 de abril de 2009
5. Seme Chichi (せめ ♥ ちち) por Erect Sawaru (エレクトさわる) publicado em 26 de setembro de 2009
  - adaptado para um anime OVA de 2 episódios em 2010
6. Taihen Yokudekimashita? (たいへんよくできました "quão bom eu era?") por Yamatogawa publicado em 18 de dezembro de 2009
7. Kaichō no Iinari (会長のいいなり！Escravo do Presidente do Conselho Estudantil) por Syatikamaboko publicado em 21 de maio de 2010
8. Maid-Ane (メイド姉) por Maguro Teikoku (まぐろ帝國 Tuna Empire) publicado em 23 de julho de 2010
  - adaptado para uma série OVA de anime de 2 episódios em 2011
9. Imako System (イマコシステム) por Midori no Rūpe publicado em 25 de setembro de 2010
10. First Love (ファースト ラブ) por Akiomi Osuzu publicado em 28 de abril de 2011
  - adaptado para uma série de anime OVA de 3 episódios em 2012
11. Junai Mellow (純愛メロウ Pure Love Mellow) de Jun publicado em 14 de outubro de 2011
  - adaptado para um anime OVA de 1 episódio em 2012
12. Power Play! (Powerプレイ！) por Yamatogawa publicado em 24 de fevereiro de 2012
13. Sensei to Issho (先生といっしょ) por Syatikamaboko publicado em 23 de março de 2012
14. Nikuman Ko (にくまん娘 Hot, Juicy & Cute Girls in Comics) por Warashibe publicado em 10 de agosto de 2012
15. Ane-Koi (姉恋) por Yuzuki N Dash e Buruman (ぶるまん) por Blmanian ambos publicados em 27 de abril de 2012

### Revista COMIC LO
Fundada em 2002, a revista tem foco em conteúdo lolicon.
 

### Revista Comic Rin
Fundada em 2004 e descontinuada em 2012, a revista era conhecida por seu foco em conteúdo Bishojo e Lolicon mas com trabalhos incorporando mais gêneros como Fantasia, Garotas Mágicas, Demi-humanos e outros. Após ser descontinuada, muitos de seus artistas migraram para a revista COMIC LO.
 

### Tenma Comics
Não confundir com a revista Comic Tenma, essa marca de quadrinhos inclui algumas ramificações como:
1. TENMACOMICS EX
2. TENMACOMICS LO
3. TENMACOMICS RIN

Cada uma dessas marcas englobam determinados gêneros de ero-mangá.